# Zouweboezem
Das Fauna-Flora-Habitat-Gebiet Zouweboezem liegt auf dem Gebiet der Gemeinde Vijfheerenlanden in der niederländischen Provinz Utrecht. Das 2,6 km² große Schutzgebiet gehört zum europäischen Schutzgebietsnetz Natura 2000. Es umfasst Den Kanal Oude Zederik und die angrenzenden Flächen mit ausgedehnten Röhrichten, Feuchtwiesen und Waldstücken.
Das FFH-Gebiet überschneidet sich teilweise mit dem gleichnamigen Vogelschutzgebiet.
Das Gebiet wurde im Jahr 2003 als FFH-Gebiet vorgeschlagen. 2004 erfolgte die Bestätigung als Gebiet gemeinschaftlicher Bedeutung (SCI) und 2013 die Ausweisung als Besonderes Erhaltungsgebiet (SAC).

## Schutzzweck

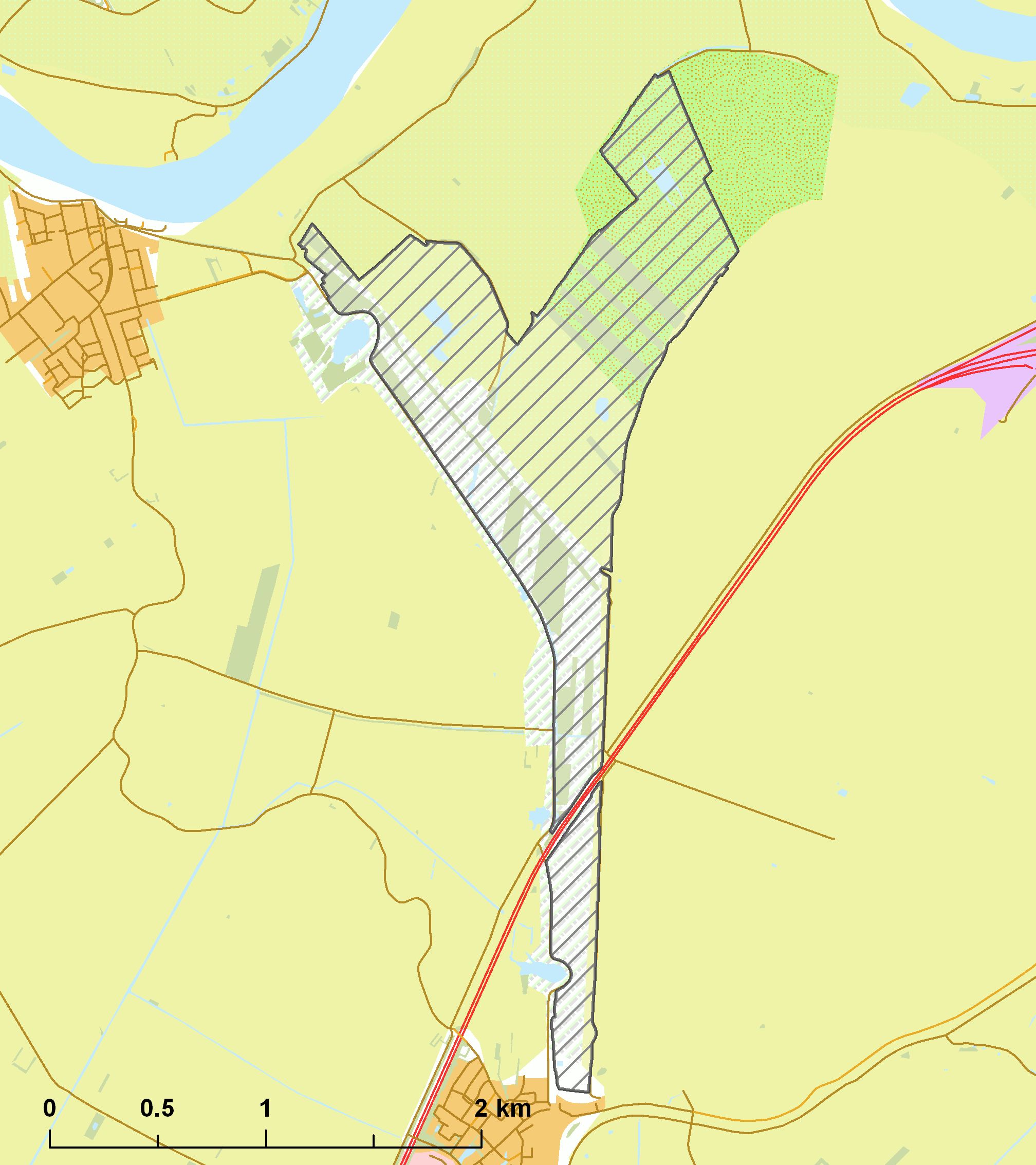
Karte des Schutzgebiets (schraffiert)

### Lebensraumtypen
Folgende Lebensraumtypen nach Anhang I der FFH-Richtlinie kommen im Gebiet vor; prioritäre Lebensraumtypen sind mit * gekennzeichnet:
| EU Code | * | Lebensraumtyp (offizielle Bezeichnung)                                                               | Fläche (ha) |
| ------- | - | --- | ----------- |
| 3150    |   | Natürliche eutrophe Seen mit einer Vegetation des Magnopotamions oder Hydrocharitions                | 3,52        |
| 6410    |   | Pfeifengraswiesen auf kalkreichem Boden, torfigen und tonig-schluffigen Böden (Molinion caeruleae)   | 1,83        |
| 6430    |   | Feuchte Hochstaudenfluren der planaren und montanen bis alpinen Stufe                                | 1,95        |
| 91E0    | * | Auen-Wälder mit Alnus glutinosa und Fraxinus excelsior (Alno-Padion, Alnion incanae, Salicion albae) | 9,49        |

### Arteninventar
Folgende Arten von gemeinschaftlichem Interesse sind für das Gebiet gemeldet (Prioritäre Arten sind mit * gekennzeichnet):
| EU Code | * | Art                      | wissenschaftlicher Name | Artengruppe           |
| ------- | - | ------------------------ | ----------------------- | --------------------- |
| 1166    |   | Nördlicher Kammmolch     | Triturus cristatus      | Amphibien             |
| 1149    |   | Steinbeißer              | Cobitis taenia          | Fische und Rundmäuler |
| 1145    |   | Schlammpeitzger          | Misgurnus fossilis      | Fische und Rundmäuler |
| 5339    |   | Bitterling               | Rhodeus amarus          | Fische und Rundmäuler |
| 4056    |   | Zierliche Tellerschnecke | Anisus vorticulus       | Schnecken             |